# BC Lokomotiv Tbilisi
Basketball Club Lokomotiv Tbilisi (Russisch: Баскетбольный клуб Локомотив Тбилиси) was een professionele basketbalclub uit Tbilisi (Georgië).

## Geschiedenis
Lokomotiv werd opgericht in 1936 met als sponsor de spoorwegen. Het team nam deel aan het eerste nationale kampioenschap in 1937. Voor de oorlog was de club een van de sterkste in de Sovjet-Unie, en werd kampioen in 1938 in de tweede divisie. Na de oorlog zakte Lokomotiv langzaam weg. De club verliet de elite basketbalcompetitie maar kwam van tijd tot tijd terug op het hoogste niveau. In de naoorlogse periode speelde Lokomotiv tweemaal in toernooien van de tweede groep: in 1947 en 1948. Later werd het team van Lokomotiv ontbonden en werd het team onderdeel van Dinamo Tbilisi.

## Erelijst
- Landskampioen Sovjet-Unie:
  - Tweede: 1940
  - Derde: 1939

## Bekende (oud)-spelers
- - Levan Dzekonski

## Bekende (oud)-coach
- - Grigol Meunargia